# Tityus anori
Espèce
Tityus anori est une espèce de scorpions de la famille des Buthidae.

## Distribution
Cette espèce est endémique de l'État d'Amazonas au Brésil. Elle se rencontre vers Anori.

## Description
Le mâle holotype mesure 88,1 mm.

## Étymologie
Son nom d'espèce lui a été donné en référence au lieu de sa découverte, Anori.

## Publication originale
- Lourenço, Rossi & Wilmé, 2019 : « Further clarifications on species of Tityus C. L. Koch, 1836, subgenus Atreus Gervais, 1843 (Scorpiones: Buthidae), from Amazonia, with the description of a new species. » Arachnida - Rivista Aracnologica Italiana, vol. 21, p. 11-24.